# Marcia Aurelia Ceionia Demetrias
Marcia Aurelia Ceionia Demetrias, död 193, var älskarinna till kejsar Commodus.
Hon var dotter till Marcia Aurelia Sabiniana, Lucius Verus' frigivna slav.  Hon blev älskarinna till senator Marcus Ummidius Quadratus Annianus.  Marcia och Marcus Ummidius Quadratus Annianus deltog båda i Lucillas misslyckade kuppförsök mot Commodus 182, men Marcia undslapp åtal, och Commodus inledde istället ett förhållande med henne samma år, sedan han förvisat sin maka Bruttia Crispina. 
År 193 mördade Marcia kejsar Commodus i samarbete med Quintus Aemilius Laetus och Commodus tjänare Eclectus. Hon dödades dock av kejsar Didius Julianus.
Hon var en av en rad inflytelserika älskarinnor till romerska kejsare som är kända, jämsides med Claudia Acte, Antonia Caenis och Galeria Lysistrate.  